# Paulo Delgado
Paulo Gabriel Godinho Delgado GOMM (Lima Duarte, 28 de dezembro de 1951) é um professor, cientista político e sociólogo brasileiro. Foi um dos fundadores do Partido dos Trabalhadores (PT). Por Minas Gerais, foi deputado federal durante seis mandatos a partir da Assembleia Nacional Constituinte.

## Biografia
Fez parte da Assembleia Nacional Constituinte de 1987, presidida por Ulysses Guimarães e que escreveu a atual Constituição brasileira. Na ocasião, elegeu-se como o deputado constituinte mais votado de seu partido no estado de Minas Gerais.
É formado em Ciências Sociais pela Universidade Federal de Juiz de Fora e pós-graduado em Ciências Políticas pela Universidade Federal de Minas Gerais. Foi professor de Ciências Sociais da Universidade Federal de Juiz de Fora. 
Assina a coluna de política internacional dos jornais Correio Braziliense e Estado de Minas. Também é colunista regular do jornal O Estado de S. Paulo e foi do jornal O Globo .
É fundador do Partido dos Trabalhadores ao lado de Florestan Fernandes, Mário Pedrosa, Antonio Candido, Sérgio Buarque de Hollanda, Paulo Freire, Luiz Inácio Lula da Silva, entre outros.
Foi da primeira direção nacional do PT junto com Apolônio de Carvalho, Luiz Inácio Lula da Silva, Vladimir Palmeira, Plínio de Arruda Sampaio, Francisco Weffort, Lélia Abramo, Olívio Dutra, entre outros. Nessa ocasião ocupou o cargo de Secretário de Filiação e Nucleação do partido.
Foi deputado federal por seis vezes, tendo sido o mais votado do PT de Minas Gerais em duas eleições. Em 2003, Paulo Delgado foi admitido pelo presidente Luiz Inácio Lula da Silva à Ordem do Mérito Militar no grau de Grande-Oficial especial.
"Parlamentarista, defendeu no PT a opção por esse sistema de governo — sem êxito, porque os filiados ao partido escolheram em plebiscito interno o presidencialismo — no plebiscito nacional realizado em abril de 1993, que confirmou o sistema presidencialista."
No PT, exerceu também as funções de Secretário de Organização e de Relações Internacionais.
Integrou a 1ª Diretoria Executiva da Fundação Wilson Pinheiro, fundação de apoio partidário instituída pelo PT em 1981 e antecessora da Fundação Perseu Abramo.
Foi Presidente da Comissão de Educação e Cultura da Câmara dos Deputados, tendo sido, ao longo de seus mandatos, redator ou relator de diversas leis que definem e regulam a educação no Brasil.

## Projetos de lei
São de sua autoria as seguintes leis, entre outras:
Lei 10.216 a qual dispõe sobre a proteção e os direitos das pessoas portadoras de transtornos mentais e redireciona o modelo assistencial em saúde mental.
Lei 9.867 a qual dispõe sobre a criação e o funcionamento de Cooperativas Sociais, visando a integração social dos cidadão conforme especifica.
Lei 9.270 a qual acrescenta inciso ao art. 659 da Consolidação das Leis do Trabalho. A saber: "conceder medida liminar, até decisão final do processo, em reclamações trabalhistas que visem reintegrar no emprego dirigente sindical afastado, suspenso ou dispensado pelo empregador.”
Lei 10.708 a qual institui o auxílio-reabilitação psicossocial para pacientes acometidos de transtornos mentais egressos de internações.

## Movimento da Luta Antimanicomial
O Movimento Antimanicomial, também conhecido como Luta Antimanicomial, se refere a um processo de transformação dos Serviços Psiquiátricos derivado de uma série de eventos políticos nacionais e internacionais. Em 1989, Paulo Delgado, então em seu primeiro mandato de deputado federal, inspirado pelas ideias da Dra. Nise da Silveira, apresentou o "projeto de lei extinguindo progressivamente os manicômios e regulamentando a internação psiquiátrica compulsória, baseado na experiência do psiquiatra italiano Franco Basaglia, principal responsável pelo fim dos manicômios das cidades de Trieste e Gorizia. Ao elaborar o projeto, recebeu a ajuda do irmão, o psiquiatra Pedro Delgado, defensor dos direitos do paciente mental."
O projeto apresentado por Paulo Delgado estava fundamentado em três artigos estruturantes: "o primeiro impedia a construção ou a contratação de novos hospitais psiquiátricos pelo poder público; o segundo previa o direcionamento dos recursos públicos para a criação de “recursos não-manicomiais de atendimento”; e o terceiro obrigava a comunicação das internações compulsórias à autoridade judiciária".
Depois de aprovado na Câmara dos Deputados, o projeto completou onze anos de substitutivos e postergações no Senado para de lá sair em 1999, numa articulação do parlamentar proponente, do Ministério da Saúde e do movimento antimanicomial. Voltou à Câmara já como projeto substitutivo para nova rodada de negociações, aprovação final e homologação pelo Presidente da República somente em abril de 2001".
"Grandes, polêmicos, apaixonados e frutíferos debates em todo o país em torno de uma lei, talvez tenha sido o maior subproduto nessa longa quarentena. Enquanto isso, uma avalanche de movimentos por mudança de legislação dos direitos dos enfermos mentais pipocou em muitos lugares em projetos de leis estaduais e municipais similares. Começou pelo Rio Grande do Sul e contagiou o país".

## Mandatos eletivos
- 1987 a 1990 - Deputado federal constituinte;
- 1991 a 1994 - Deputado federal;
- 1995 a 1998 - Deputado federal;
- 1999 a 2002 - Deputado federal;
- 2003 a 2006 - Deputado federal;
- 2009 a 2011 - Deputado federal.